# Campinho (Cabo Verde)
Campinho es una localidad caboverdiana del municipio de Ribeira Brava.

## Geografía
La localidad está situada en la isla de São Nicolau.

## Organización territorial
La localidad abarca los lugares y barrios de:
- Alto Miguel António
- Bela Sombra
- Boca de Carvão
- Campinho
- Campinho Norte
- Campinho Sul
- Estábua
- Furna
- Lombo Biai
- Maré Branca